# Innamorarsi a Mountain View
Innamorarsi a Mountain View è un film televisivo del 2020, diretto da Sandra L. Martin.

## Trama
L'architetto Margaret Garvey viene contattata da un avvocato che le rivela che sua cugina Susan e suo marito sono morti in un incidente stradale e che la donna ha lasciato a lei l'affidamento dei suoi due figli. Con l'aiuto di Andrew, un suo ex fidanzato, Margaret riuscirà ad onorare le volontà della cugina.